# Parco del Pleistocene
Il Parco del Pleistocene (in russo: Плейстоценовый парк) è una riserva naturale, situata nella Repubblica di Sacha-Jacuzia, nell'Estremo Oriente russo, non molto lontana dalla Northeast Science Station (NESS), che dista pochi chilometri dal centro abitato di Čerskij.
Venne creato con lo scopo di ricostruire l'ecosistema del Pleistocene e, nello specifico, quello della steppa dei mammut: un ambiente ricco di fauna e caratterizzato principalmente da vaste praterie, in sostituzione delle attuali distese di alberi, arbusti, muschio e zone paludose, in cui la fauna scarseggia maggiormente. Tale trasformazione, oltre a rendere i territori più produttivi, dovrebbe, in teoria, portare ad una diminuzione del carbonio presente nell'atmosfera, responsabile della formazione di gas serra; in più, andrebbe a contrastare lo sciogliemento del permafrost, dovuto al costante aumento del surriscaldamento globale, con un conseguente rilascio di ingenti quantità di tale gas.

## Storia
Il parco nasce da un'idea dello scienziato e geofisico russo Sergey Zimov, direttore della NESS. Sebbene, a partire dal 1988, vi fossero già state importazioni di animali nella zona a scopo sperimentale, il parco venne ufficialmente costruito nel 1996, con un piccolo recinto di soli 50 ettari (circa 0,5 km²), all'interno del quale vennero introdotti dei primi esemplari di cavalli della Jacuzia e alci, già presenti nella regione.
Tra il 2004 e il 2005, il territorio fu esteso a 1600 ettari (circa 16 km²), delimitati da una recinzione più ampia, con la conseguente importazione di renne, anch'esse già residenti del posto.
Nel 2007, per tenere traccia della variazione del gas serra, ovvero metano e diossido di carbonio, venne costruita una torre designata per tale scopo.
Nel 2010 venne importata la prima specie non presente nel territorio, ovvero alcuni esemplari di bue muschiato, prelevati dalla popolazione dell'Isola di Wrangel.
Nel 2011 si tentò di introdurre un'altra nuova specie non più presente, ovvero il bisonte europeo: vennero importati alcuni esemplari, ma non furono in grado di adattarsi alle basse temperature della stagione fredda e attualmente sopravvive solo un unico esemplare adulto.

Nello stesso anno, si provò anche ad introdurre degli esemplari di wapiti, ma finirono per scavalcare le recinzioni del parco.
Un team di scienziati russi e sudcoreani, che dall'aprile 2013 lavora per riportare in vita i mammut lanosi, ha designato questa zona come possibile sito in cui reintrodurre in natura questi animali ad oggi estinti.
Nel 2017, entrano a far parte del parco anche lo yak, scomparso dall'Artide circa 12000 anni fa, e la pecora domestica.
Il parco è attualmente gestito da Nikita Zimov, figlio di Sergey Zimov.

## Territorio
Il parco sorge non lontano dal fiume Kolyma, la cui golena comprende oltre metà del territorio. Tale regione è caratterizzata da un'abbondante vegetazione arbustiva e distese di ciuffi di erba. Le zone collinari, situate al di sopra dello jedoma, costituiscono l'altra parte del territorio e sono caratterizzate principalmente da foreste di conifere e praterie, queste ultime originate dal prosciugamento di laghi.

### Comuni
I centri abitati più vicini al parco sono: Čerskij, a nord, Nizhnekolymsk, a ovest, e Anyuysk, a sud.

## Flora
Le distese di arbusti presenti nel territorio che ricade all'interno della golena, sono caratterizzate principalmente da specie del genere Salix (salici), mentre le foreste collinari sono costituite essenzialmente da conifere appartenenti al genere Larix (larici).

## Fauna
- Cavallo della Jacuzia (Equus caballus): si tratta di cavalli di razza importati, per la maggior parte, dai villaggi della regione di Srednekolymsk, dove vivono allo stato semiselvatico. La loro alimentazione consiste esclusivamente di erba. Grazie alla folta pelliccia, si adattano facilmente alle basse temperature della stagione fredda. Rispetto ai normali cavalli domestici, hanno dimensioni ridotte. Il loro areale del parco è la golena, eccetto quando vi sono le alluvioni di primavera.[8]
- Alce (Alces alces)
- Renna (Rangifer tarandus): provengono, almeno per la maggior parte, dalle popolazioni domestiche della regione, eppure gli individui presenti nella riserva appaiono molto schivi nei confronti dell'uomo. Al contrario dei cavalli, prediligono quasi esclusivamente le aree collinari, dove formano gruppi composti dai 7 ai 15 individui. La loro alimentazione è costituita sostanzialmente da erba, arbusti di salice, muschio e licheni. Rappresentano la specie più abbondante.[9]
- Bue muschiato (Ovibos moschatus)
- Bisonte europeo (Bison bonasus): vi è un unico esemplare adulto.
- Bisonte americano (Bison bison)[10][1]
- Yak domestico (Bos grunniens grunniens)
- Pecora domestica (Ovis aries)
- Mucca Kalmyk (Bos taurus)[11]